# Sky (ソフトウェア会社)
Sky株式会社（スカイ）は、東京都港区港南2丁目と大阪市淀川区宮原3丁目に本社を置くICTインフラストラクチャーサービス、ソフトウェア開発を行う日本のIT企業。

## 沿革
- 1985年（昭和60年）3月2日 - スカイ・シンク・システム株式会社を設立。
- 1990年（平成2年） - 株式会社テーロを設立。
- 1995年（平成7年） - 授業支援・学習活動支援ソフトウェアの「SKYMENU」発売。
- 1997年（平成9年）4月1日 - 関連会社である株式会社エッグを設立。
- 2000年（平成12年） - 株式会社テーロを合併。
- 2003年（平成15年） - 創立20周年を迎えるにあたり、現在のSky株式会社に商号変更。

## ソフトウェア
- SKYSEA Client View - IT運用管理ソフトウェア。
- SKYPCE - 営業支援・名刺管理サービス。
- SKYDIV Desktop Client - シンクライアントシステム。
- SKYMEC IT Manager - 医療機関向けIT機器管理システム。
- SKYATT - テスト自動化ツール。
- SKYMENU Cloud - 学習活動端末支援Webシステム。
- SKYMENU - 授業支援・学習活動支援ソフトウェア。

### ゲームソフトウェア
スカイ・シンク・システム時代にゲームソフトを発売していたことがある。
- くるりんPA!（PS・SS）
- 新型くるりんPA!（PS・SS）
- ハームフルパーク（英語版）（PS）

## 拠点
東京本社
- 東京都港区港南2丁目18番1号 JR品川イーストビル 9階

大阪本社
- 大阪市淀川区宮原3丁目4番30号ニッセイ新大阪ビル 20階

札幌支社
- 札幌市中央区北5条西2丁目5 JRタワーオフィスプラザさっぽろ 16階

札幌分室
- 札幌市中央区北3条西4丁目1番地4 D-LIFEPLACE 札幌 8階

仙台支社
- 仙台市宮城野区榴岡一丁目1番1号JR仙台イーストゲートビル 7階

大宮支社
- さいたま市大宮区桜木町1丁目398番地1AddGrace Omiya 9階

品川分室
- 東京都港区港南2丁目15番2号品川インターシティB棟 8階

品川第二分室
- 東京都港区港南二丁目3番13号品川フロントビル 4階

品川第三分室
- 東京都港区港南2丁目15番1号品川インターシティA棟 6階

品川第四分室
- 東京都港区港南2丁目16番3号品川グランドセントラルタワー 25階

八王子サイト
- 東京都八王子市明神町4丁目7番14号八王子ONビル 5階

横浜支社
- 横浜市港北区新横浜2丁目100-45 新横浜中央ビル 15階

静岡支社
- 静岡市駿河区南町18番1号 サウスポット静岡 14階

三島支社
- 静岡県三島市一番町18-22 アーサーファーストビル 5階

名古屋支社
- 名古屋市中村区名駅1丁目1-1 JPタワー名古屋 39階

大阪分室
- 大阪市淀川区宮原4丁目1-6 アクロス新大阪 11階

大阪第二分室
- 大阪市淀川区宮原1丁目1-1 新大阪阪急ビル 6階

大阪第三分室
- 大阪市淀川区宮原3丁目3-31 上村ニッセイビル 8階

神戸支社
- 神戸市中央区東川崎町1丁目7-4 ハーバーランドダイヤニッセイビル 20階

広島支社
- 広島市南区松原町2番62号 広島JPビルディング18階

松山支社
- 愛媛県松山市永代町13番地 松山第2電気ビル 7階

福岡支社
- 福岡市博多区博多駅中央街7番21号 紙与博多中央ビル 7階

福岡分室
- 福岡市博多区博多駅中央街7番26号 博多駅センタータワー 5階

沖縄支社
- 那覇市久茂地1丁目3-1 久茂地セントラルビル 8階

## 関連会社
株式会社エッグ
- 本社：大阪市淀川区宮原3丁目4-30 ニッセイ新大阪ビル 20階
- 設立：1997年4月1日
- 事業内容：ソフトウェアの企画・開発・販売およびそれに付随する各種事業[3]

2025年4月1日をもってエッグは親会社のSkyに吸収合併された。

## CM
※提供テロップは株式会社まで含めた「Sky株式会社」
企業CM
- 藤原竜也（2015年 - ）※SKYSEA Client ViewのCMも務める[5]。
- AYUMU「その手の中にSky」篇（2021年）[6]
- 結城陽葵「その手の中にSky」篇（2021年）[7]
- 朝井瞳子「その手の中にSky」篇（2021年）[8]
- 仲宗根澄香「成長から進化へ」篇（2021年）

SKYSEA Client View
- 入来茉里（2017年 - 2018年）[9]
- 吉田鋼太郎（2020年6月 - ）

SKYDIV Desktop Client
- 山崎育三郎「仮想空間探偵」篇（2020年7月 - ）[10]

SKYPCE
- 尾上松也 (2代目)・城田優「名刺交換・新登場」篇（2022年1 - 2月）
  - 山崎・松也・城田は、2019年から「IMY」というユニットでも活動。当社では、3人をイメージキャラクターへ起用する前にも、3人が揃って出演したラジオ番組『IMY歌謡祭RADIO』（同年10月14日にニッポン放送で放送）にも単独で提供していた[11]。
- 吉田鋼太郎・大貫勇輔（2022年4月～）

SKYMENU
- 中村勘九郎 (6代目)・中村勘太郎 (3代目)・中村長三郎 (2代目)「口上」篇（2023年8月）

企業採用CM
- 大貫勇輔（2018年 - ）
- 大野拓朗（2018年 ）
- 須賀健太（2020年）[12]
- 柿澤勇人（2021年）

## テレビ提供

### 2025年5月時点
主に報道・情報系の提供が多い。
- 報道STATION（テレビ朝日）[13]
- ポツンと一軒家（朝日放送テレビ制作・テレビ朝日系列全国ネット）[14]
- ZIP!（日本テレビ）[15]
- ダウンタウンDX（読売テレビ）[16]
- 報道特集（TBS）[17]
- 情報7daysニュースキャスター（TBS）[18]
- サンデーモーニング（TBS）[19]
- Sky RKBレディスクラシック（RKB）
- 音舞台（毎日放送制作・TBS系列全国ネット）[20]
- TOTOジャパンクラシック[21]
- Skyレディース ABC杯（スカイ・Aスポーツプラス・全部見せます!ゴルフシリーズ）[22]
- 藤原竜也の三回道　(テレビ東京) [23]
- ナマ虎スタジアム（テレビ大阪）[24]

### 過去
- 情熱大陸（毎日放送制作・TBS系列全国ネット）[25]
- ウェークアップ!（読売テレビ）
- テレビ愛知制作土曜朝8時枠のアニメ（テレビ愛知制作・テレビ東京（TXN）系列、カードファイト!! ヴァンガード（続・高校生編）〜カードファイト!! ヴァンガード外伝 イフ-if-）[26]
- 青のSP―学校内警察・嶋田隆平―（関西テレビ）[27]
- ワールドビジネスサテライト（テレビ東京）[28]

## ラジオ提供

### 現在
2022年10月時点で、いずれも当社が単独で提供。朝日放送ラジオ（当社と同じく大阪市内に本社を置くJRN／NRNクロスネット局）が制作する提供番組は、他のJRN・NRN加盟局の一部でも同時ネットや時差ネット方式で放送されている。
- Sky presents 藤原竜也のラジオ（朝日放送ラジオ、2018年1月から放送）
- Sky presents 中村七之助のラジのすけ（同上、2021年4月から放送）
- Sky presents こちらQuizKnock放送部（同上、2022年10月から放送）
- Sky presents 山崎育三郎のI AM 1936（ニッポン放送、2017年5月から放送）
- Sky Zen Meditation（FM大阪、2020年4月から放送）

### 過去
- エバンジェリストスクール! - 2016年4月から9月まで提供。なお番組は2019年3月で終了。